# 小須戸町

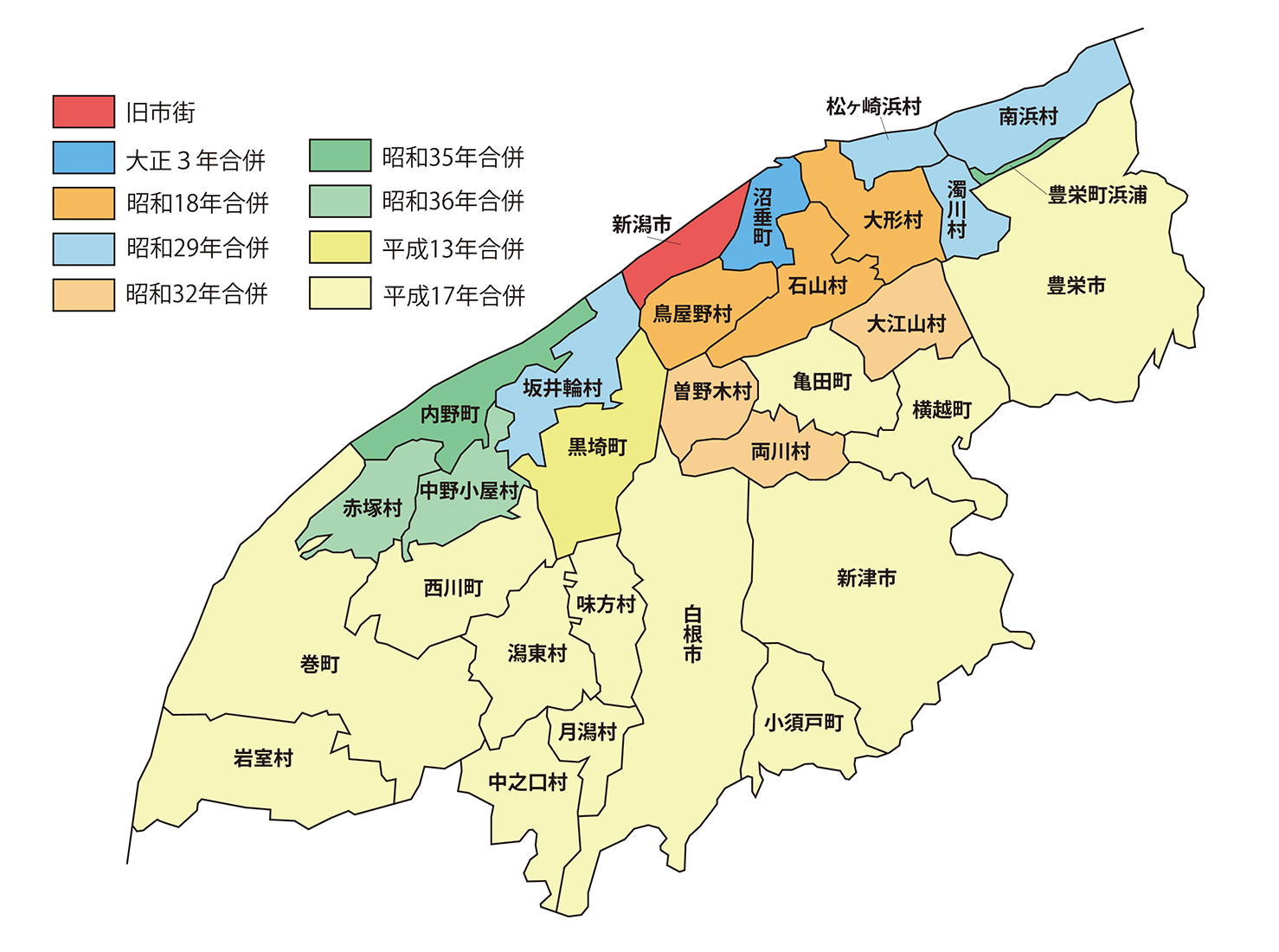
新潟市の合併市町村

小須戸町（こすどまち）は、新潟県中蒲原郡に属した町。2005年3月21日に新潟市との編入合併によって消滅し、現在は新潟市の政令指定都市移行により秋葉区の一部となっている。
以下の記述は合併直前当時の旧小須戸町に関しての記述であり、現在では名称等が異なる場合がある。なお、ここに記述されていない内容に関しては秋葉区#小須戸地区などの記事を参照。
新潟市（旧西蒲原郡黒埼町を除く）への通勤率は17.8%・新津市への通勤率は10.1%（いずれも平成12年国勢調査）。

## 概要

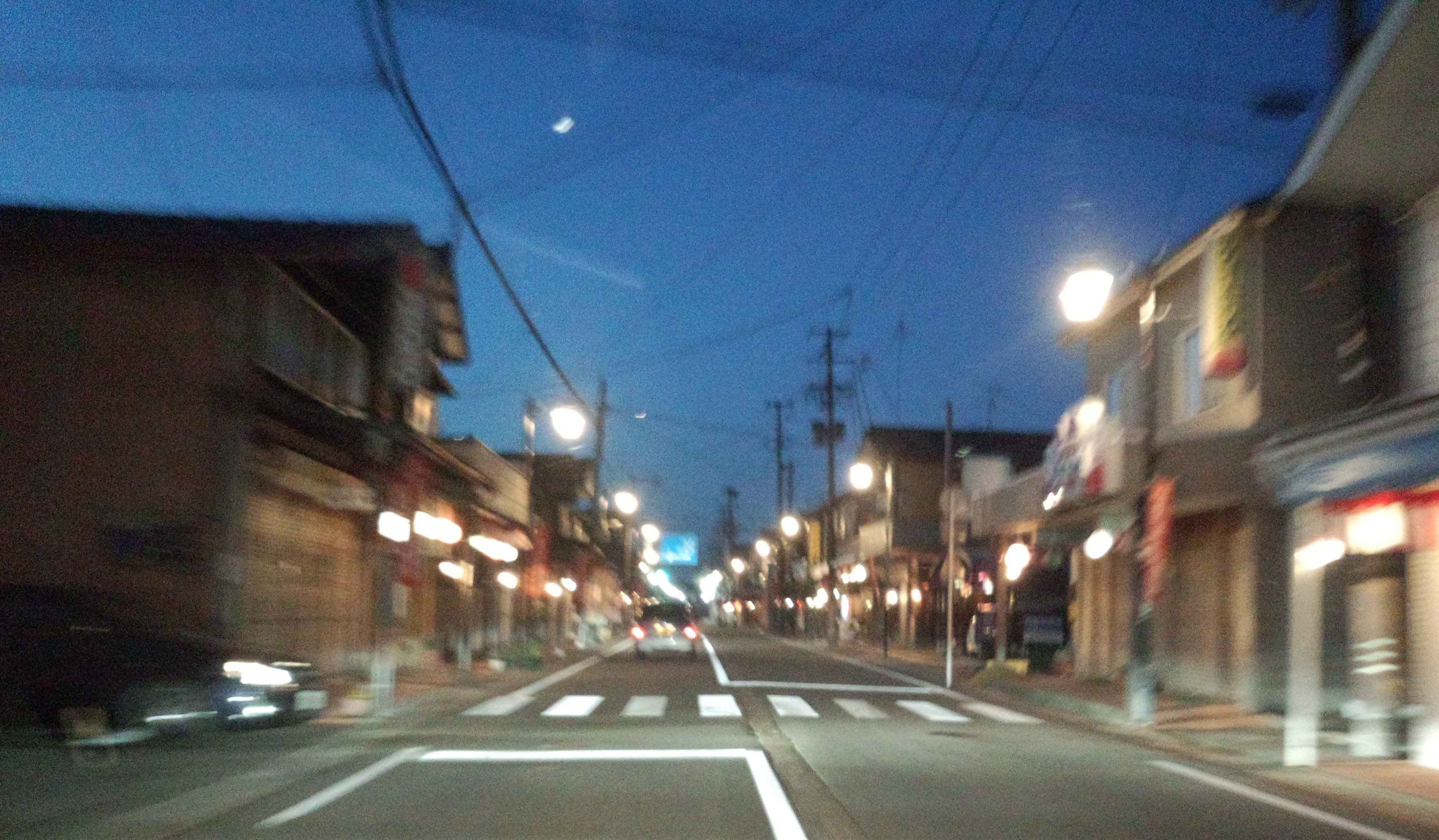
小須戸市街 （町家が多く残る）

中心地の小須戸は信濃川の河川舟運で栄えた在郷町の性格を持ち、江戸時代には長岡船道の指定河岸（船着き場）となっていた。2019年現在でも町屋など古くからの街並みが多く残っている。詳細は#外部リンクを参照。

## 地理
- 山：新津丘陵（高立山、菩提寺山ほか）
- 河川：信濃川

## 歴史
- 1889年（明治22年）4月1日 - 町村制施行にともなう合併により、横水村、新保村、矢代田村が発足。また、小須戸町村が小須戸町に改称。

| 横水村   | 水田村、小向村、横川浜村         |
| 新保村   | 新保村、竜玄新田                 |
| 矢代田村 | 鎌倉新田、天ヶ沢新田、矢代田山村 |

- 1901年（明治34年）11月1日 - 小須戸町、横水村、新保村、矢代田村の4町村の合併により小須戸町となる。
- 2005年（平成17年）3月21日 - 新潟市と合併し、消滅。

### 市町村合併
- 2005年3月21日、新潟市に編入合併した。
  - 詳細は新潟市の行政区域の変遷を参照。

## 地域
- 小須戸
  - 1889年（明治22年）まであった小須戸町村の区域。現在の新潟市秋葉区小須戸。
- 横川地区
- 小向、水田地区
- 新保、竜玄地区
- 鵜出古木地区
- 矢代田地区
- 天ケ沢地区
- 鎌倉地区

## 経済
花卉栽培が盛ん。

## 交通
道路
- 国道403号
- 新潟県道1号新潟小須戸三条線
- 新潟県道41号白根安田線
- 新潟県道103号矢代田停車場線
- 新潟県道127号新津茨曽根燕線
- 新潟県道320号新津小須戸線

鉄道
- 町東部をJR東日本信越本線が通っており、町内には駅が1つある。

信越本線
矢代田駅
バス
- 小須戸 - 新潟市内（信濃川沿いルート、新潟県道1号新潟小須戸三条線）
- 白根 - 小須戸～新津

## 観光
- 花とみどりのシンボルゾーン[2]
- こすど温泉健康センター「花の湯館」 -  1995年（平成7年）4月オープン[3]。
- 新津丘陵・菩提寺山[2]
  - 大沢森林公園[2]
- 子育延命地蔵尊（国の重要文化財）[2]

## 出身有名人
- 北町一郎（小説家）
- 横山龍之介（阪神）